# Valerianella coronata
Valerianella coronata é uma espécie de planta com flor pertencente à família Valerianaceae. 
A autoridade científica da espécie é (L.) DC., tendo sido publicada em Lam. & DC., Fl. Franç. ed. 3 4: 241 (1805).
O seu nome comum é alface-brava-coroada.

## Portugal
Trata-se de uma espécie presente no território português, nomeadamente os seguintes táxones infraespecíficos:
- Valerianella coronata f. coronata - presente em Portugal Continental. Em termos de naturalidade é nativa da região atrás referida. Não se encontra protegida por legislação portuguesa ou da Comunidade Europeia.
- Valerianella coronata f. pumila - presente em Portugal Continental. Em termos de naturalidade é nativa da região atrás referida. Não se encontra protegida por legislação portuguesa ou da Comunidade Europeia.